# Haluk Bilginer

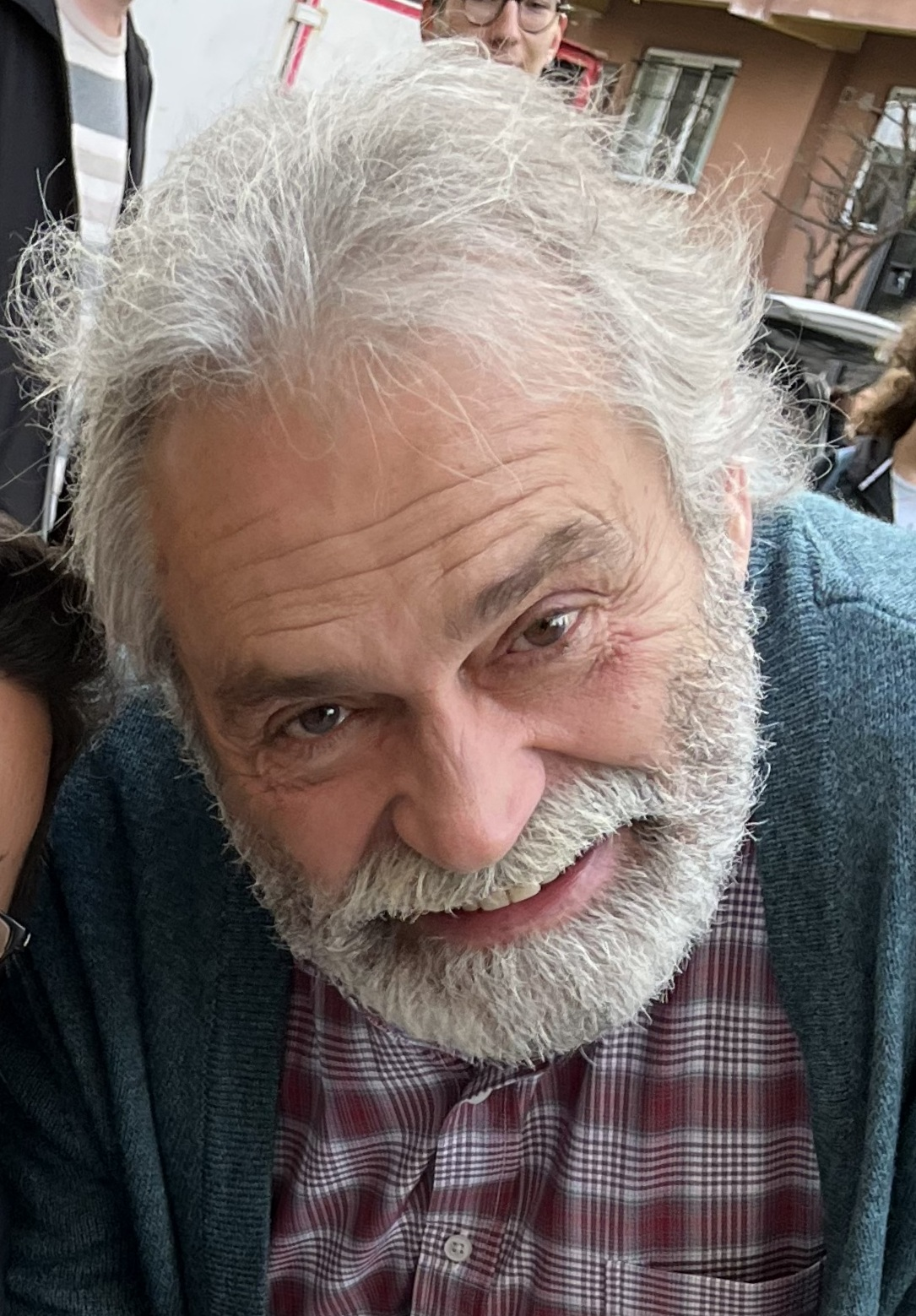
Haluk Bilginer, 2022

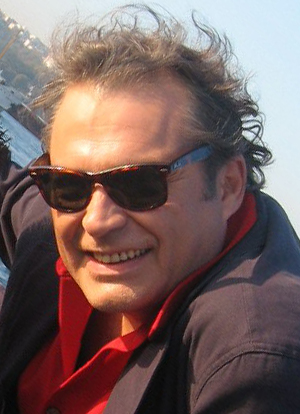
Haluk Bilginer, 2005

Nihat Haluk Bilginer (* 5. Juni 1954 in Izmir) ist ein türkischer Theater- und Filmschauspieler.

## Leben und Karriere
Haluk Bilginer ist der Sohn des Versicherungskaufmanns Tahsin Bilginer und dessen Ehefrau Bedriye Bilginer. Er absolvierte das Gymnasium İzmir Türk Koleji. Im letzten Jahr der Schule trat er dem Theater des Gymnasiums bei und wurde Schüler von Cahit Gürkan. Seine erste Auszeichnung erhielt er von der Demokrat İzmir Zeitung, deren Wettbewerb zwischen Gymnasien er gewann. Auf Einladung des sich in der Jury befindenden Theaterdirektors Ragıp Haykır kam er als Gastschauspieler an das Staatstheater Izmir. 1971 fing er das Theaterstudium im Staatskonservatorium in Ankara an.
Nach der Absolvierung seines Studiums arbeitete er im Staatstheater. 1977 bildete er sich in London an der LAMDA weiter. Von 1980 bis 1993 hat er in Großbritannien in Fernsehserien und Theatern gespielt. In der Serie EastEnders verkörperte er von 1985 bis 1989 die Rolle des Kıbrıslı Mehmet Osman.
1987 kam er zum ersten Mal für den Dreh des Films Gecenin Öteki Yüzü (Das andere Gesicht der Nacht) nach Istanbul und lernte am Filmset Zuhal Olcay kennen, die er 1992 heiratete. Er führte eine Zeitlang ein Leben zwischen Istanbul und London. Nach der Heirat 1992 spielte das Ehepaar in Hollywood in der Serie Indiana Jones und in der Türkei in Yavuz Özkans Film İki Kadın (Zwei Frauen) mit. Bekannt wurde er durch die Reality-Show Sıcağı Sıcağına (Es geht heiß her) im Kanal Show TV. Ab 1996 spielte er in Filmen wie der Film 80. Adım (Der 80. Schritt) von Tomris Giritlioğlu, İstanbul Kanatlarımın Altında (Istanbul unter meinen Flügeln), Usta Beni Öldürsene und Masumiyet.
1990 gründete Haluk Bilginer mit Ahmet Levendoğlu und Zuhal Olcay das „Studio Theater“. Dort spielte er in Aldatma, Kan Kardeşleri (Blutsbrüder), Derin Bir Soluk Al (Atme tief ein), Çöplük (Müll), Histeri (Hysterie) und Balkon die Hauptrollen. Um eine Theaterbühne zu besitzen, mietete er ein Kino und baute es aus. Der Bau wurde 1999 durch ein Feuer vernichtet. Daraufhin baute das Ehepaar im Istanbuler Stadtteil Moda eine Bühne, wo sie im März 1999 das Theater „Oyun Atölyesi“ gründeten. Die Ehe hielt bis zum Jahr 2004.
Im Jahre 2006 heiratete Haluk Bilginer die Pop-Sängerin, Komponistin und Cellospielerin Aşkın Nur Yengi und bekam mit ihr eine Tochter. Im Jahr 2012 ließ sich das Ehepaar scheiden.

## Filmografie (Auswahl)
Fernsehserien
- 1985–1989: EastEnders (250 Folgen)
- 1987: Gecenin Öteki Yüzü
- 1993: Son Söz Sevginin
- 2000: Eyvah Kızım Büyüdü
- 2001: Tatlı Hayat
- 2001: Karanlıkta Koşanlar
- 2001: Cesur Kuşku
- 2004: Sayın Bakanım
- 2004: Spooks – Im Visier des MI5 (Spooks)
- 2007: Sevgili Dünürüm
- 2009: 7 Kocali Hürmüz
- 2010: Cuma’ya Kalsa
- 2010: Ezel
- 2011: Istanbulun Altınları
- 2012: Hayatımın Rolü
- 2014: Kacak
- 2017: Das Geheimnis des alten Polizeikommissars (Masum)
- 2018: Ein guter Mensch (Sahsiyet)
- 2020: Alex Rider
- 2022: Baba

Filme
- 1987: Ishtar
- 1990: Ölürayak
- 1991: Kara Sevdalı Bulut
- 1992: İki Kadın
- 1996: 80. Adım
- 1996: İstanbul Kanatlarımın Altında
- 1997: Nihavend mucize
- 1997: Masumiyet
- 1997: Usta Beni Öldürsene
- 1999: Die Abenteuer des jungen Indiana Jones – Die Wüstenteufel (The Adventures of Young Indiana Jones: Daredevils of the Desert)
- 1999: Nacht im Harem (Harem suaré)
- 2000: Fasulye
- 2000: Güle Güle
- 2001: Filler ve Çimen
- 2001: Army Go Home!
- 2004: Neredesin Firuze
- 2005: Hırsız Var
- 2006: Kısık Ateşte 15 Dakika
- 2006: Hacivat Karagöz Neden Öldürüldü
- 2007: Polis
- 2008: Güneşin Oğlu
- 2008: Devrim Arabaları
- 2009: The International
- 2010: Fünf Minarette in New York
- 2011: Buffalo Soldiers (Army go Home)
- 2011: W.E.
- 2012: The Reluctant Fundamentalist
- 2014: Winterschlaf (Kış Uykusu)
- 2016: Ben Hur (Ben-Hur)
- 2018: Halloween
- 2019: Noah Land
- 2024: Maria

## Diskografie

### Soundtracks
- 2011: 7 Şekspir Müzikali (mit Müjde Evrim Alasya, Tuğçe Karaoğlan, Selen Oztürk, Zeynep Alkaya & Tolga Çebi)

### Singles
- 2004: Ya Evde Yoksan? (mit Özcan Deniz, Ruhi Sarı, Cem Özer & Ragıp Savaş)
- 2006: Yürürün
- 2006: Dört Kitabın Manası (mit Şebnem Dönmez)
- 2006: Indik Rumda Kışladık (mit Beyazıt Öztürk)
- 2008: Şimdi Uzaklardasın (mit Aşkın Nur Yengi)
- 2009: Maniler
- 2009: Sen De Başını Alıp Gitme Ne Olur (mit Suzan Kardeş)
- 2014: Nem Kaldı (mit Kurtalan Ekspres)
- 2018: Agah Makamı (mit Rubato)
- 2020: Ah Güzel Kafam (mit Korhan Futacı)